# Maurice Thorez
Maurice Thorez (Noyelles-Godault, Pas de Calais, 28 d'abril de 1900 - Mar Negre, 11 de juliol de 1964) va ser un polític francès, secretari general del Partit Comunista Francès entre 1930 i 1964, ministre de la Funció Pública entre 1945 i 1947, i vicepresident del Consell d'Estat en 1947.

## Infància i joventut
Net de Clément Baudry, miner socialista (guesdista) de Noyelles-Godault, delegat obrer a la caixa de socors, que serà fins a la seva mort a l'abril de 1931, l'animador de la secció de la CGT dels retirats de Noyelles-Godault, Maurice no coneixerà mai al seu pare biològic, el fill d'un pastisser suïcidat en 1914.
Reconegut a l'edat de dos anys i mig per Louis Thorez, un miner que l'educa com al seu propi fill, no coneix sinó tardanament el secret del seu naixement. Clémence, filla de Clément Baudry, i Louis Thorez tindran altres quatre fills als quals eduquen en un habitatge propietat de la Companyia minera de Dourges. Louis Thorez sofreix d'una malaltia professional. Encara que la família de Maurice no fos practicant, Maurice fa la seva primera comunió i actua com a escolà. D'altra banda, és un excel·lent alumne a l'escola pública i obté el seu certificat d'estudis en 1912.
Segons Robrieux, el seu professor hauria intervingut davant l'empresa minera perquè Maurice Thorez fos emprat com ajudant, començant una carrera administrativa, encara que en la seva fitxa autobiogràfica Maurice Thorez declara: «Vaig ser emprat com recollidor de pedres en la fossa número n° 4», afirmació que apareix en la seva fitxa autobiogràfica comunicada a la direcció de la Internacional Comunista. Segons Claude Pennetier, no hi ha dubtes respecte que el 1919-1921, treballa durant 306 dies com a miner al fons de la fossa nombre 4.
El 30 de setembre de 1914, Maurice ha de fugir al costat del seu pare de l'avanç alemany. Després d'un mes d'errància, són finalment evacuats al departament de Creuse i enviats a Clugnat, on són ben acollits. Maurice pot seguir els seus estudis, però declina la proposta de preparar-se per a l'Escola Normal, ja que prefereix ser emprat com ajudant en la granja d'un agricultor socialista, el «pare Ménager», encara que es dedica a la lectura: Victor Hugo, Jules Verne, Eugène Le Roy, Jules Vallès i Alexandre Dumas. Al març de 1917, Maurice i el seu avi abandonen el departament de Creuse para dirigir-se a Amiens, on treballen en una serreria i es converteixen en batelers al Somme. Després de la guerra, Maurice es retroba amb la seva família i torna a Noyelles-Godault, on treballa en la reconstrucció del ferrocarril i, posteriorment, el 16 d'abril de 1919, com a miner en el fons de la mina. El 15 de març de 1920, començà el seu servei militar.

## Els inicis en el partit (1920-1924)
Al març de 1919, Maurice Thorez s'havia afiliat a la Confederació General del Treball de França i al Partit Socialista. Dos mesos més tard, entusiasmat per la Revolució Russa, s'uneix al Comitè per a l'adhesió a la III Internacional, allunyant-se així del seu avi, que es manté com seguidor de Léon Blum. Serà durant el seu servei militar quan la proposada "Cachin-Frossard" (redactada per Loriot i Souvarine) resultarà triomfadora en el Congrés de Tours. El partit socialisme SFIO canvia el seu nom per SFIC (Secció Francesa de la Internacional Comunista) i més tard Partit Comunista. No és sinó en 1943 que s'adoptarà el nom definitiu de Partit Comunista Francès.
Com els obrers revolucionaris de l'època, Maurice Thorez es manté com a simple soldat. És inicialment magatzemista, més tard secretari del cap, cosa que li permet consagrar una part del seu temps a la lectura i a les discussions polítiques amb els seus camarades. Durant un permís, al discutir amb el diputat socialista del seu circumscripció, pren consciència dels seus dots d'orador. Al seu retorn del servei militar en la primavera de 1922, la mina rebutja la seva reincorporació. Exerceix llavors una sèrie de petits treballs, mantenint-se com militant ardent de les Joventuts Comunistes i del sindicat unitari dels miners. Contreu matrimoni amb Aurore Memboeuf, neta del secretari de la Federació Comunista del Pas-de-Calais. A l'octubre de 1922, Maurice Thorez assisteix al II Congrés del PCF a París. Anteriorment s'havia decantat per la línia del "Front Únic", mantinguda per la Internacional Comunista i donada suport per Frossard i Souvarine. Durant la preparació del Congrés, en una reunió de la tendència, Souvarine havia notat la presència del jove militant del Pas-de-Calais, sòlid, límpido, que sabia analitzar amb facilitat una situació concreta.

## La irresistible ascensió d'un jove obrer comunista (1924-1930)
Maurice Thorez inicia llavors una ascensió espectacular en el si del nou partit comunista: Secretari de propaganda en el seu departament al gener de 1923, es converteix en secretari permanent aquesta mateixa primavera. És un dels joves obrers que el partit vol formar i promoure cap a càrrecs de responsabilitat. Thorez impressiona igualment als militants del Pas-de-Calais, els quals li envien com a delegat al Congrés Nacional a Lió, el gener de 1924, on és escollit membre suplent del Comitè Directiu. En la primavera de 1924, el Comitè Directiu, Souvarine estava enfrontat amb la nova majoria aconseguida per Albert Treint i amb suport de la Internacional Comunista dirigida per Grigori Zinóviev. En la Conferèncias de secretaris federals, Thorez, sempre unit a Souvarine, vota contra les tesis de la majoria, donant suport igualment el projecte de Souvarine d'editar una traducció del pamflet de Trotski "Nou Curs", arrossegant amb ell a la Comissió Executiva del Pas-de-Calais. És necessari l'enviament per la Internacional Comunista de Guralski al Pas-de-Calais para aconseguir de la seva Comissió Executiva un vot favorable a les tesis de la Internacional. Thorez, aïllat, es refugia en l'abstenció.
En els mesos següents, Souvarine serà expulsat i Thorez decideix unir-se a la política d'Albert Treint i Suzanne Girault. Al novembre, Thorez es converteix en secretari adjunt permanent de la regió Nord-Pas de Calais. Delegat en el Congrés Nacional de Clichy, és escollit allí membre titular del Comitè Central, i el 28 de gener de 1925, entra en la Comissió d'Organització. És així com participa a Moscou, al març de 1925, en la Conferència d'Organització de la Internacional Comunista, clausurada amb una trobada col·lectiva amb Stalin. El 13 de juliol de 1925, Suzanne Girault li coopta com membre del Bureau Polític del partit francès. Thorez és llavors encarregat de l'acció contra la guerra del Marroc. En el si del Bureau Polític, Thorez s'oposa a Treint, a qui retreu el seu sectarisme. És partidari, al costat de Pierre Sémard, d'una política de Front Únic. Mentre que la influència de Zinóviev declina, Thorez i Sémard reben el suport de Manuilsky contra Treint, Girault i Doriot.
Al febrer de 1926, en el 6é Ple de la Internacional Comunista, en Moscou, Thorez es pronuncia contra el reingrés de Souvarine. En el Congrés Nacional de Lilla, al juny de 1926, Thorez és confirmat en el Bureau polític, entre altres 12 membres, incloent al secretari en funcions, Pierre Sémard. Thorez, que es manté com a secretari d'Organització és un dels homes forts d'aquest equip. El 22 d'abril de 1927, Albert Sarraut, ministre de l'Interior, havia anunciat a Alger: "Li communisme voilà l'ennemi" (El nostre enemic és el comunisme). Thorez havia estat ja condemnat a multes per les seves activitats contra la guerra del Marroc. El 30 de juliol, uns inspectors de Policia intenten interrogar-lo davant la seu del PCF, al carrer Lafayette, però assoleix escapar, passant a la clandestinitat. És en aquest moment quan la Internacional reclama als diferents partits nacionals la necessitat d'efectuar un gir polític, abandonant el "Front únic" per una nova política de "classe contra classe". Thorez intenta resistir-se fins a setembre, però acaba per sotmetre's, convertint-se en el campió d'aquesta nova línia política, en contra de l'opinió de Pierre Sémard i d'altres dirigents empresonats en la presó de la Santé.
En 1928, Maurice Thorez és un dels principals dirigents del Partit Comunista, i desitja ancorar-se en una circumscripció, triant per a això Ivry-sur-Seine, una comuna de la banlieue rouge, el cinturó vermell de París, on es presenta com a candidat a diputat, encara que sense poder fer campanya per mantenir-se en la clandestinitat. El seu resultat és bo, però és derrotat, com la majoria dels candidats comunistes que paguen així l'aïllament que comporta la política de "classe contra classe". Activament buscat per la Policia, es dirigeix a Brussel·les, participant en el VI Congrés de la Internacional Comunista, on segueix defensant una postura "esquerrana". Pierre Sémard, el secretari general en funcions, es veu llavors afeblit per la falta d'entusiasme que demostra cap a la línia oficial. El càrrec de secretari general és suprimit.
Thorez apareix un temps com el principal dirigent del partit, però després del VI Congrés Nacional en Saint-Denis al març de 1929, el poder passa a les mans d'un equip ultraesquerrà compost per dos dirigents de les Joventuts Comunistes, Henri Barbé i Pierre Célor, i per Marcel Gitton (encarregat del control polític de la CGTU) que es recolza en els responsables procedents de les Joventuts. Els enfrontaments es van multiplicar amb els dirigents més experimentats, com Vassart i Ferrat. El conflicte va rebre l'arbitratge la Internacional Comunista al juny de 1930. D'aquí va sortir una nova direcció composta per Thorez, Barbé et Frachon, tenint com a objectiu la rectificació d'errors sectaris. Pos aquesta època Thorez passa onze mesos a la presó. És detingut el 9 de juny de 1929. Al febrer de 1930, Thorez podua accedir a la seva llibertat si pagava una multa, el que és contrari a les normes internes del partit. Sol·licita al Bureau polític una derogació, cosa rebutjada per unanimitat. Sense fer-los cas, Thorez paga la multa de 500 francs francesos i recupera la seva llibertat el 23 d'abril. Aquest acte d'indisciplina li sortirà car, ja que la Internacional Comunista pren partit contra el Bureau Polític i Barbé es veu obligat a realitzar una autocrítica. L'equip directiu es dirigeix llavors a Moscou, on la Internacional Comunista, que encara no ha renunciat oficialment a l'estratègia de la "classe contra classe" i a la denúncia del "socialfeixisme" exigeix ara a Thorez preparar un gir en sentit contrari. Durant aquest viatge a Moscou, Thorez coneix a una jove obrera tèxtil que realitza allí el seu aprenentatge, Jeannette Vermeersch, que es convertirà primer en la seva companya i després en la seva esposa.

## L'accés a la Secretaria General (1930-1935)
AL seu retorn de Moscou, a principis de juliol, Thorez és pràcticament el nou secretari general del partit, encara que el càrrec en si mateix encara no ha estat oficialment tornat a crear. Durant alguns mesos encara ha de seguir formant equip amb Barbé, fins a abril de 1931. El 8 de maig, reforçat pel suport de la Internacional Comunista, representada a París per l'eslovac Eugen Fried, Thorez anuncia al Bureau Polític que assumeix la funció de secretari general, amb la col·laboració de Jacques Duclos i Benoît Frachon. De fet, està lluny de tenir la seguretat del suport total de la Internacional fins que al juliol envia una carta a la Internacional en la qual li comunica el seu descoratjament i presenta la seva dimissió.
La resposta arriba a l'agost sota la forma de l'arribada a París de Manuilsky, el responsable de la Internacional que controla al Partit francès des de temps enrere. Designa al grup dels joves, Barbé, Célor i Lozeray com responsables dels dolents resultats del partit. Amb la complicitat de Fried, Thorez marca distàncies amb la línia sectària en la qual, no obstant això, ha participat plenament des de 1928. El 13 d'octubre, declara en un míting en la sala Bullier: "Desitgem que cada membre del partit pugui lliurement i sense temor exposar la seva opinió, criticar a l'adreça, la disciplina necessària és únicament conseqüència de la convicció i de la submissió a les decisions regularment preses pels òrgans qualificats per a això, després de la deguda discussió" La línia sectaria havia suposat pèrdues apreciables per al partit, ja que entre 1927 i 1931, la militància havia descendit de 55.000 a 25.000 militants. En les legislatives de 1932, el Partit Comunista cau al seu nivell més baix, el 6,8% dels vots. La majoria dels dirigents són derrotats, sent Thorez l'excepció, al conservar pels pèls la circumscripció d'Ivry-sud-Seine. Aquesta victòria li atorga per fi un bastió en el mitjà obrer, el que li serà especialment útil per a derrotar el seu rival Jacques Doriot, que no ha renunciat a disputar-li la primacia i que ha estat igualment reelegit en altre bastió obrer, Saint-Denis. El setembre del 1932, durant el 12è Ple de la Internacional Comunista, ambdós arriben a les mans en un carrer de Moscou.
El "regnat" de Thorez sobre el partit durarà més de 30 anys. La seva ascensió fins a les més altes funcions en el si del partit és conseqüència tant de les seves qualitats personals que s'imposen davant tots com d'una perfecta disciplina davant la Internacional Comunista les posicions de la qual ha defensat sempre. La seva permanència al capdavant del partit al llarg de diversos decennis serà també la d'un equip directiu en el qual sempre estan presents Jacques Duclos i Benoît Frachon. Fins a la Segona Guerra Mundial, Eugen Fried, que es va convertir en amic personal de Thorez, és igualment un element clau en l'equip. A partir de febrer de 1934, la vida en comú amb Jeannette Vermeersch contribueix a equilibrar la vida política i afectiva de Maurice Thorez, que arriba a reservar les matinades per a la lectura, l'estudi o l'escriptura, sovint en el seu despatx a la Cambra dels diputats. Manté sempre unes certes distàncies amb la resta de membres de la direcció.
Els anys 1932-1934 venen marcats, a nivell internacional, per l'arribada al poder de Hitler, i en França, per tímides temptatives de l'equip Thorez de treure al partit del seu aïllament. El gener de 1933, Thorez i Doriot mantenen una trobada amb membres de la SFIO. La Internacional Comunista condemna aquest acostament, però després de la presa del poder per Hitler demana a tots els partits nacionals la renúncia als atacs contra les organitzacions socialistes "durant l'acció comuna contra l'ofensiva del capital i contra el feixisme". Thorez envia un telegrama a la Internacional Comunista per a sol·licitar-li entrar en contacte amb la Internacional Socialista. El partit francès es veu llavors violentament desautoritzat per la Internacional Comunista. El desembre de 1933, Thorez i Frachon es traslladen a Moscou, on André Marty, delegat permanent a la Komintern no cessa de denunciar les il·lusions democràtiques de la direcció francesa. Han de fer la seva autocrítica i acceptar que Marty passi a controlar L'Humanité.
A l'arribada dels disturbis del 6 de febrer de 1934, Thorez es trobava molt afeblit en la direcció del partit. Doriot es convertia en el campió de la política de "Front únic", sent cada vegada més receptius a aquest discurs els membres del Bureau polític. Però Thorez aguanta. Per raons de seguretat, s'oculta a Barbizon i ni tan sols apareix en la manifestació unitària del 12 de febrer. El seu nom no reapareix a L'Humanité fins al 8 de març. "El Partit Comunista, escriu, "no tolererá mai una política d'acords en el cim, una política de reculada i d'abdicació davant el socialfeixisme." Durant la reunió del Comitè Central del 14 de març, Thorez es veu atacat per Renaud-Jean i Doriot. Aquest últim dimiteix llavors del seu càrrec d'alcalde de Seine-Saint-Denis per a fer-se reelegir triomfalment el 6 de maig per tres quartes parts dels seus electors. Davant aquest acte de manifesta indisciplina, ni Thorez, ni la Internacional Comunista no provoquen la ruptura, i Manuilsky convida a Moscou Thorez i Doriot perquè cadascun d'ells presenti les seves posicions. Doriot, ja encarrilat per mitjà de la ruptura, declina la invitació, i Thorez inicia sol el viatge el 26 d'abril.
El 16 de maig, en una reunió del Presidium de la Internacional, Manuilsky fixa com a objectiu la reconquesta de Saint-Denis i l'aïllament de Doriot, però els mitjans que indica per a assolir-lo, una política de Front únic dirigida als obrers socialistes, implica de fet practicar la política de Doriot. L'11 de juny, els socialistes Blum i Zyromski sostenen una trobada amb els comunistes Frachon, Gitton i el mateix Thorez. En la Conferència Nacional de juny de 1934 a Ivry, Thorez proposa la unitat d'acció i la unitat indical a qualsevol preu. La via del antifascismo s'havia iniciat, i la ruta cap al Front Popular estava expedita. Thorez havia frenat aquest gir cap a la política de Front únic, però a partir de juny de 1934, animat per Fried, es decideix a avançar-se diversos mesos a les consignes de la Komintern. El 9 de desembre, defensa la seva política davant el Presidium de la Internacional, assolint impressionar Manuilsky.

## El Front Popular i la preguerra mundial (1935-1939)
A França, després dels anys de declivi, les organitzacions comunistes reaccionen i recuperen el seu dinamisme. Thorez és l'encarnació dels nous valors del partit: l'antimilitarisme dels anys 20 ha estat oblidats, i en certa manera també l'anticolonialisme, en favor de valors més tradicionals i de l'adopció de mites i símbols nacionals com la bandera tricolor o Joana d'Arc. Els camarades del partit són convidats a deixar de ser revolucionaris professionals i interessar-se per les seves famílies. Aquesta política és confirmada a l'abril i maig de 1936 per excel·lents resultats electorals. El 17 d'abril de 1936, durant una locució per ràdio, Thorez esten la mà als catòlics i als Croix-de-feu. Al juny de 1936, segons Claude Pennetier, va tenir un paper destacat en les vagues i la seva intervenció («Cal saber acabar una vaga quan s'ha obtingut satisfacció»), determinant en la seva finalització. Sense participar en el Govern, s'entrevista cada setmana amb Léon Blum. L'agost de 1936, proposa eixamplar cap a la dreta el Front Popular, convertint-lo, sobre la base de l'antifeixisme, en un "Front dels Francesos".
Això no impedeix al Partit Comunista denunciar la política de no-intervenció en Espanya i implicar-se massivament en el suport a l'Espanya republicana. En aquesta època, Thorez, a imatge del model de Stalin en l'URSS, instaura en el si del partit un cert culte a la personalitat. per a reforçar la seva imatge personal, publica en 1937, una autobiografia, "Fils du peuple" (fill del poble), escrita de fet per Jean Fréville, que havia estat contractat per a escriure-la; La popularitat de Thorez arriba a llavors el seu nivell més alt. El 24 de juny de 1937, es va poder sentir els manifestants cridant, en la plaça de la Nació, "Thorez au pouvoir" (Thorez al poder). Després del Pacte de Múnic, l'any 1939 es presenta sota el signe de l'amenaça de guerra. En la Conferència Nacional de Gennevilliers, al gener, Thorez consagra gran part del seu informe a la qüestió camperola. Participa igualment en Ivry en la commemoració de la Revolució francesa en ocasió del 150 aniversari. Al febrer, durant una gira per Algèria, evoca al "poble algerià unit a França" afegint "Hi ha una nació algeriana constituïda, ella també, per la barreja de vint races."

## La Segona Guerra Mundial (1939-1944)
L'anunci del Pacte germano-soviètic, el 23 d'agost de 1939, i la declaració de guerra, el 3 de setembre, suposen un canvi dràstic en la situació del Partit Comunista. Sembla que Thorez, que es trobava de vacances als Alps, no va ser posat al corrent de la signatura del pacte. El mateix Fried coneixerà la notícia a Brussel·les, lloc de trobada de la Internacional Socialista en cas de crisi. A París, L'Humanité és segrestat des del 25 d'agost de 1939. L'1 de setembre, el grup parlamentari comunista reunit sota la presidència de Thorez decideix votar a favor dels crèdits de guerra per a combatre l'agressió hitleriana. El 3 de setembre de 1939, Thorez respon a l'ordre de mobilització general i s'incorpora al seu regiment a Arràs, ja que els homes estaven subjectes a mobilització fins als 40 anys.
Des de mitjans de setembre, la Internacional Comunista distribuïx consignes exigint clarament la denúncia d'una guerra el caràcter imperialista de la qual es denuncia. El partit comunista va ser prohibit el 26 de setembre. El secretari de la Internacional Comunista, Dimitrov envia un telegrama comminant al secretari general del Partit francès a desertar. Mounette Dutilleul, en companyia de Jeannette Vermeersch, embarassada, durà el missatge a Chauny, on Maurice Thorez està de guarnició. "Què pensaran Benoît i Jacques?" (Frachon i Duclos), hauria preguntat Thorez, que se sotmet no obstant això a la decisió de la Internacional, com ho ha fet tota la seva carrera. La parella Thorez-Vermeersch s'embarca en una 11 CV del militant Pelayo, passa a Bèlgica abans d'arribar a Moscou via Estocolm, algunes setmanes més tard, convertit legalment en desertor. Thorez arriba a Moscou el 8 de novembre de 1939. S'instal·la en les proximitats de Moscou, al costat d'altres "clandestins", deixa créixer la seva barba i es fa dir Ivanov.
Oficialment, Thorez es queda a França fins a 1943, data en la qual s'hauria traslladat a Moscou per a la dissolució de la International. Aquesta versió de la història va ser mantinguda pel PCF fins a fins dels anys 1960. Es retroba amb un altre dirigent francès, André Marty, ben vist pels soviètics i pels responsables de la Komintern, sempre disposada a criticar al partit francès. Fins a juny de 1941, almenys, Thorez es manté en contacte amb la direcció clandestina del partit que ha quedat a França. A la tardor de 1941, l'ofensiva alemanya provoca l'evacuació dels Thorez a Ufà, als Urals. No té pràcticament res a fer, ha de mantenir-se en la clandestinitat i viu un dels períodes més ombrívols de la seva existència. Suporta amb dificultat que de Gaulle autoritzi Marty a traslladar-se a Alger per a posar-se al capdavant de la delegació comunista mentre que ell, Thorez, segueix considerat personna non grata per la seva deserció.
El 20 de gener de 1944, és rebut per la delegació en Moscou de la França Lliure. Els conta que es va mantenir "en el seu lloc de combat", a França, fins a maig de 1943 i demana que s'accepti el seu trasllat a Alger. De Gaulle respon algunes setmanes més tard que la condemna de Thorez per la seva deserció segueix vigent. Després de la instal·lació a París el 31 d'agost de 1944 del Govern provisional, que inclou dos ministres comunistes, el PCF inicia una campanya per a exigir la tornada de Thorez, que envia així mateix un telegrama a de Gaulle, el 17 d'octubre. El 28 d'octubre, el Consell de ministres dona la seva opinió favorable al retorn de Thorez, al mateix temps que emet l'ordre de dissolució de les milícies patriòtiques. El 6 de novembre, pocs dies abans del viatge de De Gaulle a Moscou, Thorez es beneficia d'un indult individual i regressa a França el 27 de novembre.

## El retorn a França i els inicis de la Guerra Freda (1944-1950)
De retorn a França, Maurice Thorez recupera sense problemes el seu lloc en primera fila del PCF, que és, després de la dissolució de la Internacional Comunista, l'únic nom oficial de la Secció Francesa de la Internacional Comunista. La popularitat que havia arribat a en el període anterior a la guerra segueix intacta. Es beneficia igualment del prestigi com a resistent, ja que el secretari general del "partit dels afusellats" no pot sinó haver estat ell mateix un resistent 
A fins de 1944, amb el retorn de Thorez a França, el PCF gira l'esquena a les temptacions d'insurreccions revolucionàries a l'acceptar la dissolució de les milícies patriòtiques. El setembre del 1944, en nom de la CGT, Frachon havia llançat la "batalla per la producció". El 21 de juliol de 1945, Maurice Thorez puja el llistó al declarar a Waziers, en la conca hullera, davant els obrers impacients per veure la millora en les seves condicions: "Produir, és avui la forma més elevada del deure classe, del deure els francesos. Ahir, la nostra arma era el sabotatge, l'acció armada contra l'enemic; avui, l'arma és la producció per a fer fracassar els plans de la reacció." 
A la tardor de 1944, poc després del retorn de Thorez a França, de Gaulle s'havia trobat amb Stalin a Moscou, i aquest últim li havia declarat respecte de Thorez: "No es molesti pel meu indiscreción? em permeto dir-li que conec a Thorez, i que, al meu entendre, és un bon francès; si estigués en el seu lloc, no li empresonaria? almenys no ara com ara?". Charles de Gaulle hauria respost: "El Govern francès tracta als francesos segons els serveis que s'espera d'ells." 
A la tardor de 1945, havia doncs arribat el moment para Thorez de prendre responsabilitats de Govern. Després de les eleccions a l'Assemblea constituent d'octubre de 1945, que van atorgar el 26,1% dels vots als comunistes, va fer la seva entrada en el Govern de De Gaulle com a ministre de la Funció Pública, al costat d'altres quatre ministres comunistes, amb rang de ministre d'estat. En el Govern de Félix Gouin, el gener de 1946, serà vicepresident dle Consell. El novembre de 1946, després dels millors resultats electorals en la història del partit, un 28,6%, que fan del PCF "el primer partit de França", Thorez reivindica la presidència del Consell. Afirma llavors, en una entrevista per a Times de 18 de novembre que existeixen per a anar cap al socialisme "altres vies diferents de les seguides pels comunistes russos". Finalment, únicament 261 sobre 579 votants l'escullen. Seguint com a vicepresident del Consell, Thorez no abandonà el Govern Ramadier sinó al maig de 1947, amb els altres quatre ministres comunistes.
Durant la seva estada en el Govern, Thorez, que sempre havia sabut ser un bon alumne a ulls de Manuilsky o de Stalin, sap igualment mostrar-se bon alumne. Els seus companys, de Charles de Gaulle a Jules Moch descriuen un ministre eficaç, no desproveït de sentit d'Estat. Condueix bé la reforma de la Funció Pública i l'Estatut de la Funció Pública li sobreviurà fins al segle xxi. Els historiadors situen en 1947 la data d'inici de la Guerra Freda. Tanmateix, en aquest moment això no apareixia tan clar, ja que Thorez plntea el Congrés d'Estrasburg, al juny de 1947, en la perspectiva de la reconquesta pel PCF del seu paper de "partit de Govern". Les coses només es clarifiquen el 22 de setembre de 1947, en la conferència de Szklarska-Poreba, a Polònia, que els partits francès i italià són acusats davant la Kominform (mque més o enys reemplaça a la desapareguda Komintern).
Amb l'arribada de la Guerra freda, Thorez dirigeix cada vegada més el partit de forma personal. Amb Jeannette Vermeersch, forma gairebé un matrimoni de "monarques". Arran del affaire Lyssenko, aprova la teoria de les dues ciències, la burgesa i la proletària, davant les queixes de Marcel Prenant, el mateix que li havia consagrat pocs anys abans com resistent.

## La malaltia (1950-1956)
L'any 1950 veu la culminació del culte a Stalin i a Thorez en ocasió dels seus respectius 70 i 50 aniversaris. Estant així en ple apogeu l'autoritat exercida per Thorez sobri el PCF, és víctima d'una malaltia que durant diversos anys li apartarà de la vida política francesa, al mateix temps que farà possibles les lluites pel poder en el seno del partit. Víctima d'un atac d'hemiplegia el 10 d'octubre de 1950, viatge al dia 12 de novembre a l'URSS per a ser objecte d'atenció mèdica, delegant en Jacques Duclos, igual que en 1940, el seguiment dels temes del partit. Duclos mai va intentar aprofitar la situació per a suplantar al seu camarada. És Duclos qui soluciona les marxes del partit de Marty i de Tillon, i Thorez no regressa a França fins al 10 d'abril de 1953, després de la mort de Stalin, encara que de nou surt cap a l'URSS, deixant de nou a Duclos solucionar el tema de l'expulsió d'Auguste Lecoeur, l'estrella ascendent del PCF des del període de la Resistència. Segueix sent difícil afirmar si l'affaire Lecoeur va ser tan sols un assumpte intern del PCF, al tenir moltes presses Lecoeuren succeir a Thorez, o si, com pensa l'historiador Marc Lazar, Lecoeur havia estat encarregat per Suslov de transmetre al PCF les crítiques contra Stalin, mentre que Thorez, juntament amb Molotov, se situava en actituds de resistència a la desestalinització.

## El final del regnat de Thorez (1956-1964)
Al febrer de 1956, Maurice Thorez dirigeix la delegació francesa al XX Congrés del PCUS. És l'únic, juntament amb Mao, a citar el nom de Stalin en el seu discurs introductori. En la nit del 25 al 26 de febrer, rep una còpia en rus d'un informe secret redactat per Nikita Khrusxov i destinat als partits germans. Aquest informe és immediatament traduït per Georges Cogniot en presència de Jacques Duclos i Pierre Doize. A la fi de març, Thorez visita Togliatti, el secretari del Partit Comunista Italià, per a buscar suports contra Khrusxov, però, segons l'historiador Philippe Robrieux, "Togliatti, encara que deplorant els mètodes utilitzats pel líder rus, havia clarament manifestat la seva elecció en sentit contrari." Això comportarà la ruptura entre els dirigents d'ambdós partits, els més potents d'Europa occidental.
El públic francès coneixerà l'existència d'aquest informe a través de la premsa "burgesa", ja que Thorez inicialment havia preferit dissimilar la seva existència. Dintre del partit es fan notar tensions, ja que molts dels seus dirigents se senten més pròxims a les tesis de Togliatti que a les de Thorez. A fins de 1956, el tema d'Hongria permet a Thorez reprendre el control, ja que les violentes manifestacions anticomunistes que es produïxen davant les seus del partit desperten el "patriotisme de partit": Thorez dona suport Khrusxov i la repressió de la Insurrecció de Budapest, alhora que en el si del PCF, tots s'alineen amb Thorez que, d'altra banda, aliat amb Mao, segueix frenant la desestalinització en el moviment comunista.
El 1959, Thorez plantà cara als khruixovians de Laurent Casanova i Marcel Servin, propers a les posicions del Partit Comunista Italià. Però a partir de 1961, Thorez dona suport Khrusxov contra Mao i els albanesos. El maig de 1964, afeblit per la malaltia, fa nomenar Waldeck Rochet, també proper a les tesis de Khrusxov, com a secretari general del PCF durant el XVII Congrés, conservant ell mateix el càrrec de president. Al voltant de 1960 Thorez dona suport a la seva esposa, Jeannette Vermeersch, quan ella s'expressa, mentre que vicepresidenta de la Unión de Dones Franceses, contra el "control dels naixements": "El «Birth control», la maternitat voluntària, és una enganyifa per a les masses populars, però és una arma en mans de la burgesia contra les lleis socials". Aquesta postura va en contra de l'opinió de molts militants, especialment en el medi sanitari. Thorez pren partit per Jeannette en condemnar les tesis neomalthusianes. El 12 de juliol de 1964, morí en el mar Negre, a bord d'un vaixell en el qual es trobava de vacances a l'URSS, com cada estiu. El PCF li organitza uns grandiosos funerals el 16 de juliol a París.